# Jerome Kiesewetter
Jerome Julien Kiesewetter (* 9. Februar 1993 in Berlin) ist ein ehemaliger deutsch-amerikanischer Fußballspieler, der zuletzt bei New Mexico United unter Vertrag stand.

## Karriere

### Vereine

#### Hertha BSC
Im Alter von 14 Jahren wechselte Kiesewetter, Sohn eines afroamerikanischen Vaters und einer deutschen Mutter, von Hertha Zehlendorf in das Nachwuchsleistungszentrum von Hertha BSC. Im Juni 2007 unterzeichnete Kiesewetter einen Vertrag bei den Hertha-Amateuren. Zum Trainingsauftakt im Januar 2012 wurde er von Michael Skibbe in den Profikader aufgenommen und nahm am Trainingslager der Profis teil. Kiesewetter erreichte mit der U-19 von Hertha BSC das Endspiel des DFB-Junioren-Vereinspokals 2011/12 und die Endrunde um die Deutsche A-Junioren-Meisterschaft 2012. Außerdem absolvierte er mit der zweiten Mannschaft der Hertha in der Regionalligasaison 2011/12 17 Einsätze in der Regionalliga Nord und erzielte dabei zwei Treffer.

#### VfB Stuttgart
Am 16. Mai 2012 unterschrieb Kiesewetter einen Vierjahresvertrag beim VfB Stuttgart. Dort wurde er zunächst dem Kader der zweiten Mannschaft zugeteilt. Am 25. September 2012 debütierte er für den VfB Stuttgart II am 11. Spieltag in der 3. Fußball-Liga der Saison 2012/13 im Spiel gegen Hansa Rostock.
Im Januar 2014 kehrte Kiesewetter bis zum Saisonende auf Leihbasis zur U-23 von Hertha BSC zurück.
In der Sommerpause 2014 kehrte er nach Stuttgart zurück und gehörte auch in der Saison 2014/15 weiter dem Drittligakader der VfB-Reserve an. Am 6. März 2015 gab Kiesewetter mit der ersten Mannschaft des VfB Stuttgart im Spiel gegen Hertha BSC in der Stuttgarter Mercedes-Benz Arena sein Debüt in der Bundesliga.

#### Fortuna Düsseldorf
Zur Saison 2016/17 verpflichtete der Zweitligist Fortuna Düsseldorf Kiesewetter mit einem Zweijahresvertrag. In seiner ersten Saison absolvierte er unter Friedhelm Funkel 18 Ligaspiele (5 von Beginn), in denen er 2 Tore erzielte. In der Saison 2017/18 folgten lediglich 3 Einsätze (2-mal von Beginn). Nach dem Aufstieg in die Bundesliga verließ Kiesewetter den Verein mit seinem Vertragsende und war seither vereinslos.

#### Wechsel in die USA
Im April 2019 wechselte Kiesewetter in die USA und schloss sich in der zweitklassigen USL Championship El Paso Locomotive an. Für das neue Franchise aus El Paso im Bundesstaat Texas absolvierte er 25 Einsätze (23-mal von Beginn) in der regulären Saison, in denen er 12 Tore erzielte. In den Play-offs, in denen man gegen die Real Monarchs ausschied, folgten 3 weitere Einsätze.
Zur Saison 2020 wechselte Kiesewetter in die Major League Soccer zum neuen Franchise Inter Miami. Er kam auf 2 MLS-Einsätze und lief darüber hinaus 7-mal (ein Tor) für das Farmteam, den Fort Lauderdale CF, in der USL League One auf.
Zur Saison 2021 wechselte Kiesewetter wieder in die USL Championship und schloss sich dem FC Tulsa an.

### Nationalmannschaft
Für ein internationales Turnier in Peru im September 2010 wurde Kiesewetter erstmals in die US-amerikanische U-20-Nationalmannschaft berufen. Am 6. September 2010 debütierte Jerome Kiesewetter bei diesem Turnier für die U-20 der Vereinigten Staaten von Amerika gegen Paraguay. Zwei Tage später stand er gegen Kolumbien erstmals in der Startelf der US-amerikanischen U-20. Im Mai 2011 absolvierte Kiesewetter gegen Frankreich zwei weitere U-20-Länderspiele.
Für den Milk Cup wurde Jerome Kiesewetter im Juli 2011 in die U-18-Auswahl der Vereinigten Staaten berufen. Im ersten Spiel der US-amerikanischen U-18 in diesem Turnier traf Kiesewetter gegen Israel in der Nachspielzeit zum 2:0-Endstand. Nachdem er auch im zweiten Turnierspiel beim Unentschieden gegen Mexiko eingesetzt worden war, erzielte Kiesewetter beim 2:1-Sieg gegen Georgien im Spiel um Platz 3 seinen zweiten Turniertreffer für die U-18 der Vereinigten Staaten.
Für ein Trainingslager in Duisburg wurde Jerome Kiesewetter im November 2011 erstmals für die U-23-Nationalmannschaft der USA nominiert. Als er für die USA am 11. November 2011 gegen Aserbaidschan in der Startelf sein U-23-Debüt gab, wurde Kieswetter erst in der 82. Spielminute ausgewechselt. Im Oktober 2012 wurde er für das US-amerikanische U-20-Nationalteam beim Marbella Cup in zwei Spielen eingesetzt.
Am 31. Januar 2016 gab Kiesewetter für die A-Nationalmannschaft der Vereinigten Staaten gegen Island sein Debüt.